# Banho de sangue de Estocolmo
O Banho de sangue de Estocolmo - em sueco Stockholms blodbad - foi um massacre que ocorreu em 1520 na praça Stortorget em Estocolmo, a seguir à invasão da Suécia pelas forças dinamarquesas de Cristiano II da Dinamarca, o monarca soberano da União de Kalmar, a que pertencia nessa época a Suécia.
O massacre propriamente dito é a série de acontecimentos violentos que se produziram entre 7 e 9 de Novembro de 1520, com o ponto culminante na execução de uma centena de membros da nobreza e do clero que tinham apoiado Sten Sture, o Moço - o antigo regente da Suécia e líder da oposição sueca contra a União de Kalmar, apesar da promessa de Cristiano II de conceder uma anistia a esses opositores.
Através desta chacina, Cristiano II consolidou o seu poder na Suécia. Desta forma, a União de Kalmar poderia, com a ajuda da Holanda, fazer frente à Liga Hanseática.
6 meses mais tarde, uma revolta liderada pelo nobre sueco Gustav Vasa, à frente dos camponeses da Dalarna e da Småland e dos mercenários alemães da cidade de Lübeck, conduziu à derrota final e expulsão do rei Cristiano II e dos dinamarqueses do solo da Suécia em 1523. 